# サモラ・マシェル
サモラ・モイゼス・マシェル（ポルトガル語: Samora Moisés Machel, 1933年9月29日 - 1986年10月19日）は、モザンビーク共和国の革命家、政治家、軍人。同国の初代大統領。モザンビーク軍最高司令官。階級は元帥。

## 生い立ち
1933年、ポルトガル領東アフリカ（現在のモザンビーク）ガザ州のMadragoa（現在のChilembene）に住む農家に生まれた。1942年、ポルトガルの言語と文化で教えるカトリック宣教師の学校に入学した。4年生まで無事に学んだものの、マシェルは中等教育を修了することはできなかった。1954年、マシェルは首都ロレンソ・マルケス（現在のマプト）で看護の勉強を始めた。マシェルは看護助手養成所卒業の学歴で、彼によれば看護助手になりたくて養成所に入ったわけではなく、その当時モザンビークの植民地住民に許されていた最高の教育とは、小学校を終えたあと、白人の監督下で下働きの仕事をするための看護助手の養成所に行く事であり、愚民化政策であった。ロレンソ・マルケスにあるミゲル・ボンバルダ病院での正規の訓練を全て行うための資金が確保できなかったため、病院で補助者として働くことで夜学の学費を稼いでいた。病院での勤務は、マシェルが民族主義闘争に参加するために国を離れるまで続けられた。

## 解放闘争
病院での勤務を続ける中で、マシェルは次第にマルクス主義に引きつけられるようになり、病院内で同じ仕事をしている黒人の看護士が白人の看護士より給与が低いという事実に抗議するなど、政治的な活動をはじめた。マシェルは後に、モザンビークの貧困層に対する医療の悪待遇について「富裕層の飼っている犬は、ワクチン、薬、医療の面において、彼らの富を支える労働者たちよりも上等のものを享受している」と語っている。
1962年、マシェルはモザンビーク解放戦線（FRELIMO）に加わり、翌1963年に国外で軍事訓練を受けた。1964年にモザンビークに戻ると、ゲリラ部隊を率いてモザンビーク北部でポルトガルに対する攻撃を行った。その後、1970年までにマシェルはFRELIMO軍の最高司令官になった。マシェルは最終的な目標として、人々に「武力闘争を革命に変える方法を理解」させることと、「新たな社会を作り上げるためには新たな精神状態を作り上げること」が必要不可欠であることを理解させることだと語っている。

## 独立
マシェルの掲げた目標はほどなく達成された。FRELIMOの部隊は植民地支配の力を弱めさせ、1974年にポルトガルでカーネーション革命が勃発すると、ポルトガルはモザンビークから撤退した。マシェルの革命政府は政府を引き継ぐとともに、1975年6月25日の独立とともに初代大統領に就任した。
大統領就任後、内政面ではポルトガル人の農園と財産の国有化を行い、またFRELIMO政権によって学校や診療所を建設するなど、マルクス主義の実践を速やかに導入した。さらにマシェルは、ローデシア（現在のジンバブエ）や南アフリカで少数派白人政権と戦っている革命家たちのために、モザンビークでの訓練および活動を認めた。
しかし、FRELIMO政権が建設した学校や診療所は、反政府勢力のモザンビーク民族抵抗運動（RENAMO）による報復によって破壊され、鉄道や水力発電施設も妨害を受けた。モザンビークの経済はこうした略奪行為に苦しみ、ソビエト連邦を中心とした海外からの援助が始まった。こうした状況にもかかわらず、マシェルは在任中高い支持を得続けていた。1975-1976年のレーニン平和賞も受賞している。

## 航空機事故
1986年10月19日、ザンビアでの国際会議を終えて帰国途中のマシェルが乗ったツポレフTu-134（機体記号C9-CAA）がレボンボ山脈に墜落した。乗員乗客44人のうち、マシェルを含むモザンビーク政府の大臣、職員ら34人が死亡し、生存者は10人だった。モザンビークでは、この墜落事故に当時の南アフリカ政府が関与しているという疑いが広まったが、その証拠は何一つ見つからなかった。
墜落事故の後、モザンビークと南アフリカの両国政府は、国際民間航空機関の関与により国際的な調査委員会を設置することで合意した。シカゴ条約によると、墜落の起こった場所である南アフリカ政府が調査を主導することになっている。しかし南アフリカ政府は、飛行機の所有者であるモザンビークと、製造者であるソ連に協力を強いた。結局、モザンビークとソ連は、同等の立場で参加する感触を得られなかったため、初期の段階で協力関係を解消した。

## 事故調査

### マーゴ委員会
南アフリカ政府は、マシェルの乗った飛行機の墜落を調査するために、裁判官のセシル・マーゴを代表とする調査委員会を設置した。委員会の調査は、ロター・ニースリング将軍が現場から回収されたコックピットボイスレコーダー（ブラックボックス）の引渡しを妨害したため、数週間遅れた。マーゴ委員会は調査の終了にあたり、機体は飛行に耐えるもので整備もきちんとなされており、手抜きや第三者の関与を示す証拠は全く無かったと結論づけている。調査報告書の中で委員会は、以下のように述べている。
| 「 | 事故の原因は、フライトクルーが降下進入の機器を手順通りに用いなかったことであり、さらに暗闇といくらかの雲の中で、最低限維持すべき高度を保たずに有視界飛行方式での降下を続けたことと、対地接近警報装置の警告を無視したことも付け加えられる。 | 」 |

この事故に関するマーゴ報告書は、国際民間航空機関でも承認された。

### ソ連の報告書
一方、ソ連側は、南アフリカによって自身の専門的知識や経験が傷つけられたと主張する反対意見を出した。その中では、南アフリカの保安部隊が共謀し、イスラエルの情報機関から提供された技術を用いて偽のナビゲーションビーコン信号に故意に交換されたという説を述べている。ソ連の報告書では、飛行機を丘に誘導した37度の右旋回に着目した。これは、乗務員が着陸に向けて地面と並行に飛行していると誤信して、地表接近の警告を読み誤ったというマーゴ報告書の調査結果を否定するものである。

### 真実和解委員会の報告書
マシェルの死から12年後、南アフリカでは民主的に選ばれた政権によってアパルトヘイトは廃止されたが、同時に真実和解委員会（TRC）によってマシェルの死に関する特別な調査が明るみに出た。この委員会の調査では、過去の二つの報告書のどちらを支持するかについて決め手となる証拠がないとしている。しかしながら、委員会によって集められた状況証拠から、マーゴ報告書の内容にいくつかの疑問を呈することとなった。
- ボタ元外相や多数の上級防衛職員が墜落の前日、陸軍情報部共用しているシークレットセキュリティポリスの基地があるSkwamansで会合を行っていたと元陸軍情報部職員が証言している。その夜、ボタ元外相らは小型飛行機などで基地を去り、墜落事故が起きた後に再び戻ってきている。
- 飛行機は、24時間体制で非常に精巧なPlessey AR3-Dレーダーシステムによる監視を行っている特別制限区域に進入しているが、コースを外れ南アフリカの領空に入っているにもかかわらず何の警告も無かった。
- 南アフリカの国家安全保障会議（SSC）はその議事録で、1984年1月以降、いかにしてRENAMOがFRELIMO政権を倒すかを検討していたことを残している。この中にはジャック・ビュヒナー将軍やクレイグ・ウィリアムソン少佐の名前も見られる。

このTRC報告書では、偽のビーコン問題と南アフリカ政府からの警告がなかったという疑問について、適切な機関によるさらなる調査が必要であると結論付けている。
TRCの所有する警察のビデオには、ボタ外相とボータ大統領が墜落現場に立ち、亡くなったマシェルやその他の人々を「非常に良き友」と表現し、それゆえに南アフリカにとっても悲劇であるとジャーナリストたちに語る場面がある。

### 2006年の調査
2006年2月10日のメール・アンド・ガーディアン電子版は、南アフリカ政府がマシェルの死について調査を再開する予定だと報じた。保安相のチャールズ・ンカクラは、議会内でリポーターに対して「我々は、この件を徹底的に調査することを確実にすることをモザンビークの人々に対して負っている。この件の扱いについては議論が進行中だ」と語っている。
この調査には、南アフリカの全ての法執行機関がモザンビークの同機関と協力して関与するものと予想された。しかし、その後2年近くが経過しても調査から新たな事実は浮かび上がってきていない。

## グラサ・マシェル
マシェルの未亡人グラサ・マシェルは墜落が事故でないことを確信し、夫を殺めた人物を探し出すことに生涯を捧げた。1998年、グラサは当時南アフリカの大統領であったネルソン・マンデラと再婚した。一国の王公と死別または離婚した妃が後に別の国の王公の妃となった例は歴史上珍しくないが、二つの共和制の国の大統領夫人を経験したのはこれまでのところこのグラサ・マシェルが唯一の例となっている。

## 記念碑
1999年1月19日、南アフリカのネルソン・マンデラと、マンデラの夫人となったグラサ、そしてモザンビークの大統領のジョアキン・アルベルト・シサノによって飛行機の墜落した場所に記念碑が建てられた。モザンビークの建築家Jose Forjazによってデザインされた記念碑は、墜落で亡くなった人数と同じ35個の鋼管で構成され、南アフリカ政府が150万ランド（約30万ドル）を出している。なお、この墜落ではソ連の乗務員4人と、マシェルに同行した2人のキューバ人医師、ザンビアとザイールの在モザンビーク大使の8人の外国人が亡くなっている。